# Hlöd

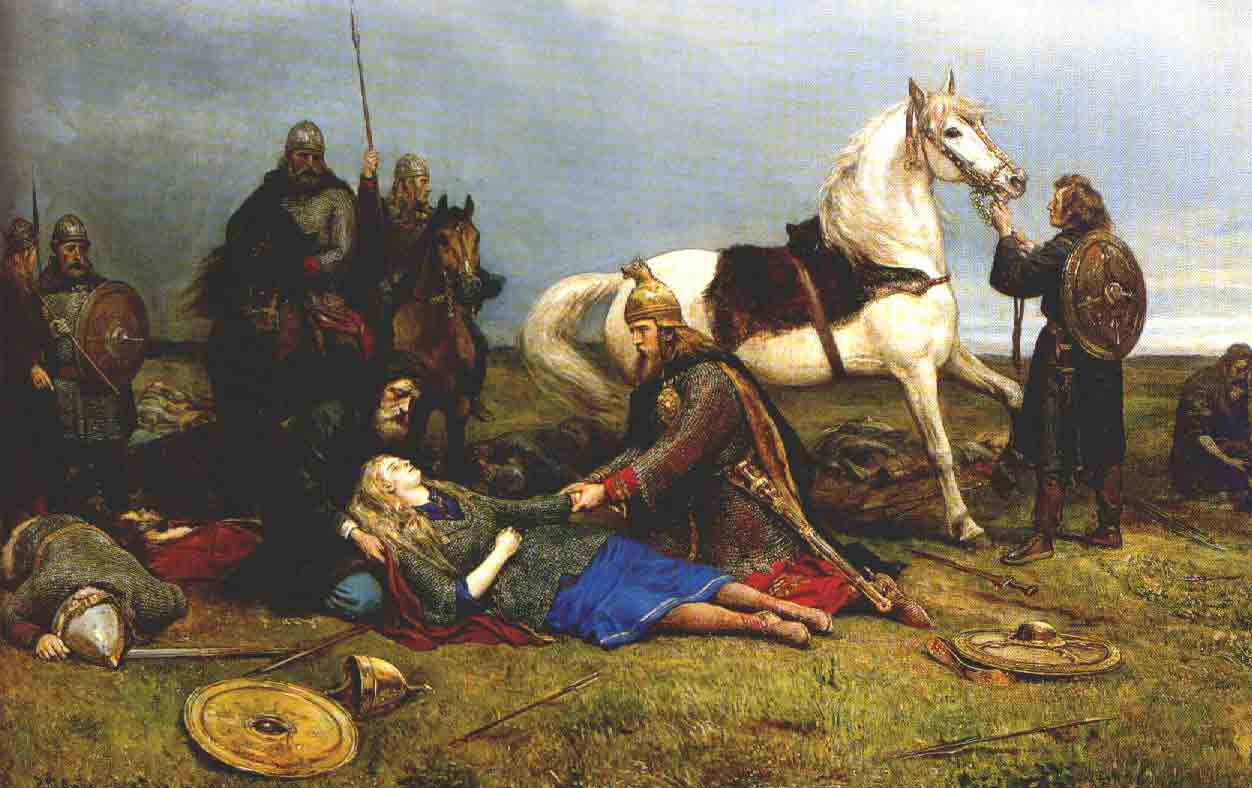
Hlöd encuentra a su hermana Hervör tras la batalla con los godos en Myrkviðr. Obra de Peter Nicolai Arbo.

Hlöd o Hlod (nórdico antiguo: Hlöðr) fue un caudillo militar y príncipe de los hunos que aparece en la saga Hervarar y probablemente como Hlith en el poema épico Widsith, donde aparece junto a su padre Heiðrekr (Heathoric), hermano Angantyr (Incgentheow), y su madre Sifka (Sifeca).
Heidrek rey de los godos capturó a la princesa Sifka, hija de Humli rey de los hunos, durante una expedición de guerra. Heidrek la violó y concibió un hijo llamado Hlöd, por lo tanto era hijo ilegítimo del infame rey godo. Heidrek devolvió a la princesa y a su hijo al rey Humli.
Hlöd creció con su abuelo Humli, llegando a ser un apuesto y valiente guerrero. Desde el primer momento de su infancia, recibió armas y caballos como era tradición en su pueblo. A la muerte de Heidrek y tras la proclamación de su hijo legítimo y medio hermano Angantyr como rey de los godos, Humli animó a Hlöd a desplazarse hasta Arheimar y reclamar su parte de herencia por derecho de nacimiento.

## La reivindicación de Hlöd
Hlöd fue a Arheimar acompañado de muchos guerreros hunos. En las puertas del reino pidió a un hombre que entrase en el recinto real y dijese al rey que su hermano esperaba fuera. Cuando Angantyr se enteró de su presencia, se armó con un cuchillo, su cota de malla, escudo blanco en una mano y la espada Tyrfing en la otra. Pidió a Hlöd que entrase y bebieran juntos en honor a su difunto padre. No obstante, Hlöd contestó que no venía a festejar, sino a reclamar la herencia que le correspondía por derecho: ganado, bienes, herramientas y armas, tesoros, esclavos, sirvientes, hijos e hijas, Myrkviðr, la tumba sagrada y la piedra grabada en el banco del Dniépr, la armadura de Heidrek y tierras.
Angantyr rechazó compartir bienes con Hlöd y le dijo que no tenía derecho a herencia, pero en compensación podría recibir lanzas, riqueza, ganado, mil thralls, mil caballos y mil hombres armados. Antes de partir, todos ellos recibirían riquezas y una sirvienta. Hlöd recibiría su estatura en oro y plata, y un tercio de la tierra de los godos para gobernarla.
No obstante, Gizurr Grýtingaliði, un anciano rey de los godos que estaba de visita para despedir al difunto Heidrek, pensó que Angantyr era demasiado generoso y manifestó que Hlöd solo era un bastardo, hijo de una esclava, y no merecía recibir ni un obsequio como príncipe. Ofendido Hlöd por ser llamado bastardo e hijo de esclava, regresó a su tierra y explicó a Humli lo que había pasado y los insultos que recibió de los godos.
Humli decidió que era hora de mostrar todo el poder de los hunos atacando a los godos. Reunió un vasto ejército con todos los hombres y recursos disponibles en edad de luchar: cualquier hombre que pueda portar armas mayor de doce años y todo caballo a partir de dos años de edad. De esta forma consiguieron una horda de 343.200 guerreros hunos.

## La muerte de Hervör
Una vez reunidas las fuerzas, cabalgaron hasta Myrkviðr, la frontera que separaba de Reidgotaland de la tierra de los hunos. Al salir la horda del bosque, llegaron a un populoso país de tierras llanas. Allí se encontraba una fortaleza con una guarnición encabezada por Hervör, la skjaldmö e hija de Angantyr y Hlöd, y Ormar su padre adoptivo. 
Una mañana cuando el sol asomaba por las colinas, Hervör observó una gran nube de polvo dirigiéndose al sur por el bosque; la nube oscureció el brillo del sol durante mucho tiempo. De repente vio una gran masa brillante de oro, eran los yelmos, escudos y corazas de los guerreros que testimoniaban la llegada de la horda. Hervör mandó soplar el cuerno de batalla para reunir a sus fuerzas y pidió a Ormar reunirse con los hunos y retarles a batalla en campo abierto frente a la puerta del flanco sur. Allí hubo una gran batalla, pero como la horda era superior al destacamento de la fortaleza, los godos perdieron y Hervör murió en el campo de batalla. Cuando Ormar vio morir a Hervör, se retiró junto a todos los incondicionales, cabalgando día y noche hasta llegar a Arheimar buscando a Angantyr.

## La respuesta de Angantyr
Los hunos devastaron Reidgotaland. Ormar llegó a Arheimar y explicó que las hordas quemaban todo a su paso y que Hervör había muerto. Angantyr dijo que Hlöd no trató a Hervör como una hermana, miró a su pequeño séquito y afirmó que un hombre no necesita más guerreros de los que tiene. Gizur el anciano, dijo que lucharía a su lado sin esperar nada a cambio.
Heidrek instauró una ley que si un ejército invadía un territorio y el rey de ese país marca un campo con postes, el ejército de merodeadores abandonaría el saqueo mientras hubiese batalla dentro del área.
Gizur se equipó con buenas armas y montó su córcel como si fuera un joven guerrero. Entonces preguntó a Angantyr donde deseaba ver a los hunos. Angantyr respondió que en los llanos del Danubio bajo las colinas de cenizas, donde los godos ya habían tenido victorias en el pasado:
Býð ek yðr at Dylgju
ok á Dúnheiði
orrostu undir
Jassarfjöllum;
hræ sé yðr
at hái hverjum,
ok láti svá Óðinn flein fljúga,
sem ek fyrir mæli
Gizur llegó tan cerca de los hunos como pudo para que escuchasen de sus labios que el dios Odín estaba furioso con ellos y estaban malditos. Hlöd gritó que los hunos debían aprovechar el momento para matar a Gizur, pero Humli dijo que se debía respetar a los heraldos solitarios y no debían ser lastimados. Gizur siguió con su soflama y gritó que los godos no tenían miedo, ni a los hunos, ni a sus arcos, y entonces apresuró a Angantyr para mesurar el tamaño de las hordas.
Angantyr envió mensajeros a todos los rincones de su reino para agrupar a todos los hombres en edad de batalla y se dirigió hacia el Danubio con un enorme ejército para enfrentarse a su enemigo.

## La batalla
Ambos ejércitos lucharon durante ocho días. Las bajas eran tan abundantes que nadie era capaz de contar los muertos, pero ninguno de los capitanes había caído aún. Día y noche, las tropas luchaban alrededor de Angantyr y la guerra se hacía cada vez más amarga. Los hunos crecían en ferocidad pues eran conocidos por no aceptar una rendición y sobrevivir tras la derrota. Los godos luchaban por la libertad y la tierra que les vio nacer.
Tras esos ocho días, los godos lograron romper las líneas de los hunos que perdieron su coraje y observavan a Angantyr cabalgando y arrasando a muerte con su espada mágica Tyrfing, tanto hombres como caballos. Finalmente, Angantyr y Hlöd se enfrentaron y el caudillo de los hunos murió, así también Humli. 
Los hunos escaparon y los godos les siguieron sin dar cuartel, los ríos se llenaron de cuerpos hasta el punto de provocar el desbordamiento de las aguas, llenando los valles de cadavers. Angantyr buscó entre los muertos y encontró a Hlöd, manifestando la crueldad del destino de las nornas cuando un hermano mata a otro:
Bölvat er okkr, bróðir,
bani em ek þinn orðinn,
þat mun æ uppi,
illr er dómr norna.